# Distrito de Sion
El distrito de Sion (en alemán Bezirk Sitten) es uno de los 14 distritos del cantón del Valais (Suiza), ubicado en el centro del cantón con una superficie de 125,6 km². 

## Geografía
El distrito de Sion se encuentra en la región del Bajo Valais (Bas-Valais/Unterwallis). Limita al norte con el Saanen-Obersimmental (BE), al este con Hérens, al sureste con Sierre, al oeste con Conthey, y al noroeste Aigle (VD).

## Comunas
| Distrito de Sion | Distrito de Sion       | Distrito de Sion |
| Comunas          | Población (31.12.2008) | Superficie km²   |
| ---------------- | ---------------------- | ---------------- |
| Arbaz            | 1098                   | 19.3             |
| Grimisuat        | 2721                   | 4.5              |
| Salins           | 974                    | 4.1              |
| Savièse          | 6239                   | 71.0             |
| Sion             | 29 304                 | 25.6             |
| Veysonnaz        | 558                    | 1.1              |
| Total (6)        | 40 894                 | 125.6            |